# ハピラインふくい線
ハピラインふくい線（ハピラインふくいせん）は、福井県敦賀市の敦賀駅から石川県加賀市の大聖寺駅までを結ぶハピラインふくいの鉄道路線である。
元は西日本旅客鉄道（JR西日本）北陸本線の一部で、2024年3月16日の北陸新幹線金沢駅 - 敦賀駅間延伸開業の際に並行在来線として経営分離された区間のうち、ハピラインふくいが継承した福井県内の区間にあたる。なお石川県内の区間はIRいしかわ鉄道が継承した。
当線とIRいしかわ鉄道線・あいの風とやま鉄道線・えちごトキめき鉄道日本海ひすいラインの各路線は、北陸本線・信越本線・羽越本線・奥羽本線などとともに日本海縦貫線の一部を構成し、日本貨物鉄道（JR貨物）の貨物列車が走破している。全線にわたりJR貨物が第二種鉄道事業者となっている。
なお、起点となる敦賀駅はJR西日本が、終点となる大聖寺駅はIRいしかわ鉄道がそれぞれ管理（但し敦賀駅には自社窓口を設置）し、途中17駅をハピラインふくいが管理する。キロポストは移管前の北陸本線時代の米原起点のものがそのまま使用され、線内の各踏切に記載されているキロ程表示も米原からの通算表示となっている。さらに踏切番号標識も旧北陸本線時代のままとなっている。

## 路線データ
- 管轄・路線距離（営業キロ）：
  - ハピラインふくい（第一種鉄道事業者）：
    - 敦賀 - 大聖寺間 84.3 km

  - 日本貨物鉄道（第二種鉄道事業者）：
    - 敦賀 - 大聖寺間 84.3 km
- 軌間：1,067 mm
- 駅数：20駅
  - 旅客駅：19駅（起終点駅含む）
  - 貨物駅：1駅
- 複線区間：全線
- 電化区間：全線
  - 敦賀駅構内 直流1,500 V
  - 敦賀駅（交直セクション） - 大聖寺駅間 交流20,000 V・60 Hz
- 閉塞方式：複線自動閉塞式
- 保安装置：ATS-SW
- 運転指令所：金沢総合指令所（JR西日本）
- 最高速度：120 km/h
- IC乗車カード対応区間：全線（ICOCAエリア）

## 歴史

### 国鉄・JR時代
- 1893年（明治26年）
  - 4月8日：鉄道庁敦賀出張所及び鉄道庁第三部敦賀派出所を設置して敦賀 - 森田間の線路実測に着手し、同年8月これを終えて着工する[1]。
  - 8月12日：福井出張所派出所を設置し、今庄 - 森田間及び敦賀 - 今庄間を担当する[1]。
- 1894年（明治27年）8月9日：森田 - 金沢間の線路実測に着手する[1]。
- 1895年（明治28年）
  - 3月：森田 - 金沢間の線路実測を終える[1]。
  - 6月：森田 - 金沢間の建設着工する[1]。
- 1896年（明治29年）
  - 5月28日：出張所を福井に移転し、福井鉄道局出張所と改称する[1]。
  - 7月15日：北陸線 敦賀駅 - 福井駅間（38M40C≒61.96 km）が開業[2]。杉津駅・今庄駅・鯖波駅（現在の南条駅）・武生駅・鯖江駅・大土呂駅・福井駅が開業[2]。
- 1897年（明治30年）9月20日：福井駅 - 小松駅間（30M3C≒48.34 km）延伸開業[3]。森田駅・新庄駅（現在の丸岡駅）・金津駅（現在の芦原温泉駅）・細呂木駅・大聖寺駅が開業[3]。
- 1902年（明治35年）
  - 2月15日：新庄駅が丸岡駅に改称[4]。
  - 11月1日：全線で改マイル（米原駅 - 富山駅間 +19C≒0.38 km）。
  - 11月12日：マイル・チェーン表記からマイル表記に簡略化（米原駅 - 富山駅間 153M7C→153.1M）[5]。
- 1909年（明治42年）
  - 6月1日：敦賀駅が移転し[6]、米原方面 - 福井方面スイッチバック運転を解消。
  - 10月12日：国有鉄道線路名称制定により、米原駅 - 魚津駅間、敦賀駅 - 金ヶ崎駅間を北陸本線とする[7]。
- 1918年（大正7年）11月15日：細呂木駅 - 大聖寺駅間に熊坂信号所が開設[8]。
- 1921年（大正10年）4月15日：熊坂信号所が牛ノ谷駅として開業[9]。
- 1926年（大正15年）5月1日：春江駅が開業[10]。
- 1927年（昭和2年）12月20日：王子保駅が開業[11]。
- 1930年（昭和5年）4月1日：マイル表示からメートル表示に変更、一部営業キロ修正（米原駅 - 直江津駅間 228.3M→366.5 km）[12]。
- 1936年（昭和11年）
  - 1月13日：米原発上野行の606下り列車が、福井駅を出発後に車内から出火。4人死亡、重軽傷者多数。原因は乗客のタバコの火が荷物の揮発油に引火したもの[13]。
  - 1月22日：鯖波駅 - 今庄駅間の湯尾トンネル付近で雪崩が発生。除雪作業員51人が生き埋め、死者8人、重軽傷者11人[14]。
- 1940年（昭和15年）12月1日：福井操車場が開業[8]。福井操車場 - 福井駅間が複線化[15]。
- 1943年（昭和18年）4月10日：今庄駅 - 鯖波駅間に湯ノ尾信号場が開設[8]。
- 1948年（昭和23年）
  - 6月28日：福井地震発生。福井駅 - 森田駅間の九頭竜川鉄橋が倒壊し、特に大土呂駅 - 牛ノ谷駅間は構内建物のほとんどが全壊した[16]。福井駅 - 森田駅間で上野駅発米原行きの603旅客列車が、これとは別に同区間で貨物列車[17]、丸岡駅 - 金津駅間で旅客列車が脱線転覆[18]。
  - 9月1日：湯ノ尾信号場が湯尾駅として開業[19]。
- 1952年（昭和27年）12月1日：福井操車場が南福井駅として開業（貨物取り扱いのみ）[20]。
- 1955年（昭和30年）5月1日：北鯖江駅が開業[21]。
- 1957年（昭和32年）10月1日：牛ノ谷駅 - 大聖寺駅間に熊坂信号場が開設[8]。
- 1961年（昭和36年）9月28日：福井駅 - 森田駅間が複線化[15]。
- 1962年（昭和37年）1962年（昭和37年）6月10日開通当時の北陸隧道

1962年（昭和37年）6月10日開通当時の北陸隧道

  - 2月19日：丸岡駅 - 金津駅間が複線化[15]。
  - 3月19日：今庄駅 - 湯尾駅間が複線化[15]。
  - 3月21日：今庄駅 - 福井駅間が交流電化[15]。
  - 6月2日：新線切り替えに先立ち、敦賀駅 - 今庄駅間の旧線区間廃線式を挙行。
  - 6月9日：早朝上り216列車と下り225列車をもって、下り線線路付け替えのため敦賀駅 - 杉津駅 - 今庄駅間 (26.4 km) が廃止[22]。以降終日新線を暫定使用。運行は旧ダイヤに基づき、敦賀駅・余座踏切地点・南今庄地点・今庄駅で時間差調整された。
  - 6月10日：北陸トンネル正式開通[15]。敦賀駅・福井駅にて祝賀式典が執り行われる。敦賀駅 - 今庄駅間が複線交流電化新線 (19.3 km) 開業[23][15]。南今庄駅が開業[23]。
  - 9月30日：熊坂信号場 - 大聖寺駅間が複線化[15]。
- 1963年（昭和38年）
  - 4月4日：福井駅 - 金沢駅間が交流電化[15]。
  - 4月15日：武生駅 - 鯖江駅間が複線化[15]。
  - 7月22日：牛ノ谷駅 - 熊坂信号場間が複線化[15]。熊坂信号場が廃止[8]。
  - 9月16日：王子保駅 - 武生駅間が複線化[15]。
  - 9月25日：鯖波駅 - 王子保駅間が複線化[15]。
- 1964年（昭和39年）9月26日：春江駅 - 丸岡駅間が複線化[15]。
- 1965年（昭和40年）
  - 5月27日：細呂木駅 - 牛ノ谷駅間が複線化[15]。
  - 9月27日：金津駅 - 細呂木駅間が複線化[15]。
- 1966年（昭和41年）
  - 3月11日：湯尾駅 - 鯖波駅間が複線化[15]。
  - 3月16日：森田駅 - 春江駅間が複線化[15]。
  - 9月7日：鯖江駅 - 北鯖江駅間が複線化[15]。
  - 9月13日：北鯖江駅 - 大土呂駅間が複線化[15]。
  - 9月24日：大土呂駅 - 南福井駅間が複線化[15]。
- 1968年（昭和43年）10月1日：越美北線の越前花堂駅に北陸本線ホームが開設[24]。
- 1969年（昭和44年）10月1日：全線の複線電化が完成[15]。全線で営業キロ改定、計2.8km短縮[25]。
  - 営業キロ延長[25]
    - 0.1km…武生駅 - 鯖江駅間・大土呂駅 - 越前花堂駅間・森田駅 - 春江駅間

  - 営業キロ短縮[25]
    - 0.1km…南今庄駅 - 今庄駅間・今庄駅 - 湯尾駅間・鯖波駅 - 王子保駅間・鯖江駅 - 北鯖江駅間・福井駅 - 森田駅間・春江駅 - 丸岡駅間
- 1972年（昭和47年）
  - 3月15日：3月1日に三国線が廃止されたことにより、金津駅が芦原温泉駅に改称[26]。
  - 11月6日：北陸トンネル内で急行「きたぐに」の食堂車から出火し、30名が死亡（北陸トンネル火災事故）[6][27]。
- 1973年（昭和48年）4月1日：鯖波駅が南条駅に改称[28]。
- 1987年（昭和62年）4月1日：国鉄分割民営化により、米原駅 - 直江津駅間 (353.9 km) を西日本旅客鉄道が承継。日本貨物鉄道が米原駅 - 直江津駅間の第二種鉄道事業者となる[15]。
- 2006年（平成18年）9月24日：長浜駅 - 敦賀駅間が交流電化から直流電化に変更[6]。デッドセクションが北陸トンネル敦賀口付近に変更[29]。
- 2011年（平成23年）1月31日：北陸地方での前日からの大規模な大雪の影響で、除雪作業のため長浜駅 - 直江津駅間の全列車が終日運休。今庄駅などで特急が最大7本立ち往生した。全区間の運休は前例が無く、民営化以来の終日運休は初[30]。
- 2017年（平成29年）3月4日：敦賀駅 - 金沢駅間を走行する日中の普通列車の一部において、ワンマン運転を開始。
- 2018年（平成30年）9月15日：牛ノ谷駅 - 新疋田駅間でICカード「ICOCA」の利用が可能になる。これにより北陸本線全線でICOCAの利用が可能となると共に関西圏と北陸本線のICOCAエリアが繋がる[31][32]。
- 2022年（令和4年）8月4日：大雨の影響により、線路設備に甚大な被害が発生。敦賀駅 - 武生駅間が不通となる。
- 2023年（令和5年）2月28日：北陸新幹線開業に伴う新幹線並行区間の金沢駅 - 敦賀駅間の廃止届が提出される[33]。

### ハピラインふくい移管後
- 2024年（令和6年）3月16日：JR西日本北陸新幹線金沢駅 - 敦賀駅間延伸開業に伴い、北陸本線敦賀駅 - 大聖寺駅間がハピラインふくいに移管。

## 運行形態

### 旅客輸送
| 種別＼駅名 | 敦賀          | …             | 越前花堂      | 越前花堂 | …       | 福井    | 福井 | … | 小松 | 小松 | …    | 金沢 |
| ---------- | ------------- | ------------- | ------------- | -------- | ------- | ------- | ---- | - | ---- | ---- | ---- | ---- |
| 普通       | 2 - 1本       | 2 - 1本       | 2 - 1本       | 2 - 1本  | 2 - 1本 | 2 - 1本 |      |   |      | ※1本 | ※1本 | ※1本 |
| 普通       |               |               |               |          |         | 1本     |      |   |      |      |      |      |
| 九頭竜線   | 越美北線直通← | 越美北線直通← | 越美北線直通← | 0 - 1本  | 0 - 1本 | 0 - 1本 |      |   |      |      |      |      |

開業時のダイヤでは平日・土休日の区別はなく、1日あたり131本の列車が設定されており、利用者の多い朝夕の通勤・通学時間帯の武生駅 - 福井駅間および福井駅 - 芦原温泉駅間を中心に、JR西日本時代と比較して増発が図られている。福井発の最終列車は芦原温泉方面で25分、敦賀方面で7分繰り下げられた。
列車種別は、快速と普通が設定されている。快速列車は朝と夕方以降の時間帯に下り5本・上り4本が敦賀駅 - 福井駅間に設定されているが、先行列車の追い抜きはない。
普通列車は、朝夕の一部列車を除いて福井駅で系統が分割されている。敦賀駅 - 福井駅間と福井駅 - 金沢駅間（IRいしかわ鉄道線直通）の列車を基本に、武生駅・芦原温泉駅を発着する区間列車も設定されている。会社境界となる大聖寺駅発着の列車はなく、芦原温泉駅 - 大聖寺駅間で運転される列車はすべてIRいしかわ鉄道線の金沢駅まで直通する。ハピラインふくいの車両がIRいしかわ鉄道線の金沢駅まで、IRいしかわ鉄道の車両が本路線の福井駅まで乗り入れる相互直通運転である。
所要時間は、JR西日本時代に運転されていた特急列車が廃止されたことでその分の待避時間がなくなることから、敦賀駅 - 福井駅間で最大19分、福井駅 - 金沢駅間で最大26分短縮された。また、快速列車の所要時間は普通列車に比べて約10分短い。
9時台から15時台の日中時間帯にはパターンダイヤが導入されており、最も利用者の多い武生駅 - 福井駅間では毎時2本の列車が運行されていたが、翌2025年3月15日のダイヤ改正においてこれを敦賀駅発着とし、かつ敦賀駅でのJR湖西線方面新快速との接続機会を増やした。
JR西日本との乗り換えを考慮し、接続時間は、福井駅（北陸新幹線）で7 - 25分、敦賀駅（湖西線特急「サンダーバード」、北陸本線特急「しらさぎ」）で10 - 19分となっている。

停車駅一覧（2024年12月現在）

#### 越美北線直通列車
ハピラインふくい移管後も引き続き、越美北線の列車が越前花堂駅 - 福井駅間へ乗り入れる。JR西日本→ハピラインふくいの片乗り入れであるが、越前花堂駅で両社の乗務員交代が行われる。ハピラインふくい線内では気動車の運転資格（甲種内燃車操縦者免許）を持つハピラインふくいの乗務員が運転するが、越美北線にて運転する、あるいは運転してきたJR西日本（金沢支社敦賀列車区）の乗務員も添乗している。

## 使用車両
旅客列車に使用される車両は以下の通り。自社車両およびIRいしかわ鉄道の車両は直流電化の敦賀駅構内に乗り入れるため交直流電車である。越美北線が非電化であるため、JR西日本の乗り入れ車両は気動車である。ハピラインふくいは営業車両としては気動車やディーゼル機関車を保有していない。貨物列車は移管前と同様にJR貨物の交直流電気機関車牽引で同社の機関士により運転される。
- 521系電車（ハピラインふくい車両管理センター所属）
- 521系電車（IRいしかわ鉄道車両センター所属）
  - 福井駅 - 大聖寺駅間に乗り入れる。
- キハ120形気動車（JR西日本金沢車両区敦賀支所所属）
  - 越前花堂駅 - 福井駅間に乗り入れる。

このほか、JR西日本の金沢車両区敦賀支所所属車両のうち前述の越美北線使用分、同金沢車両区本区並びに富山支所所属車両、IRいしかわ鉄道・あいの風とやま鉄道所属車両が、一定規模以上の検査の都度、金沢車両区敦賀支所、吹田総合車両所もしくは後藤総合車両所との間を往来するため、全線（越美北線使用車両のみ敦賀駅 - 福井駅間）で定期的に回送運転されている。

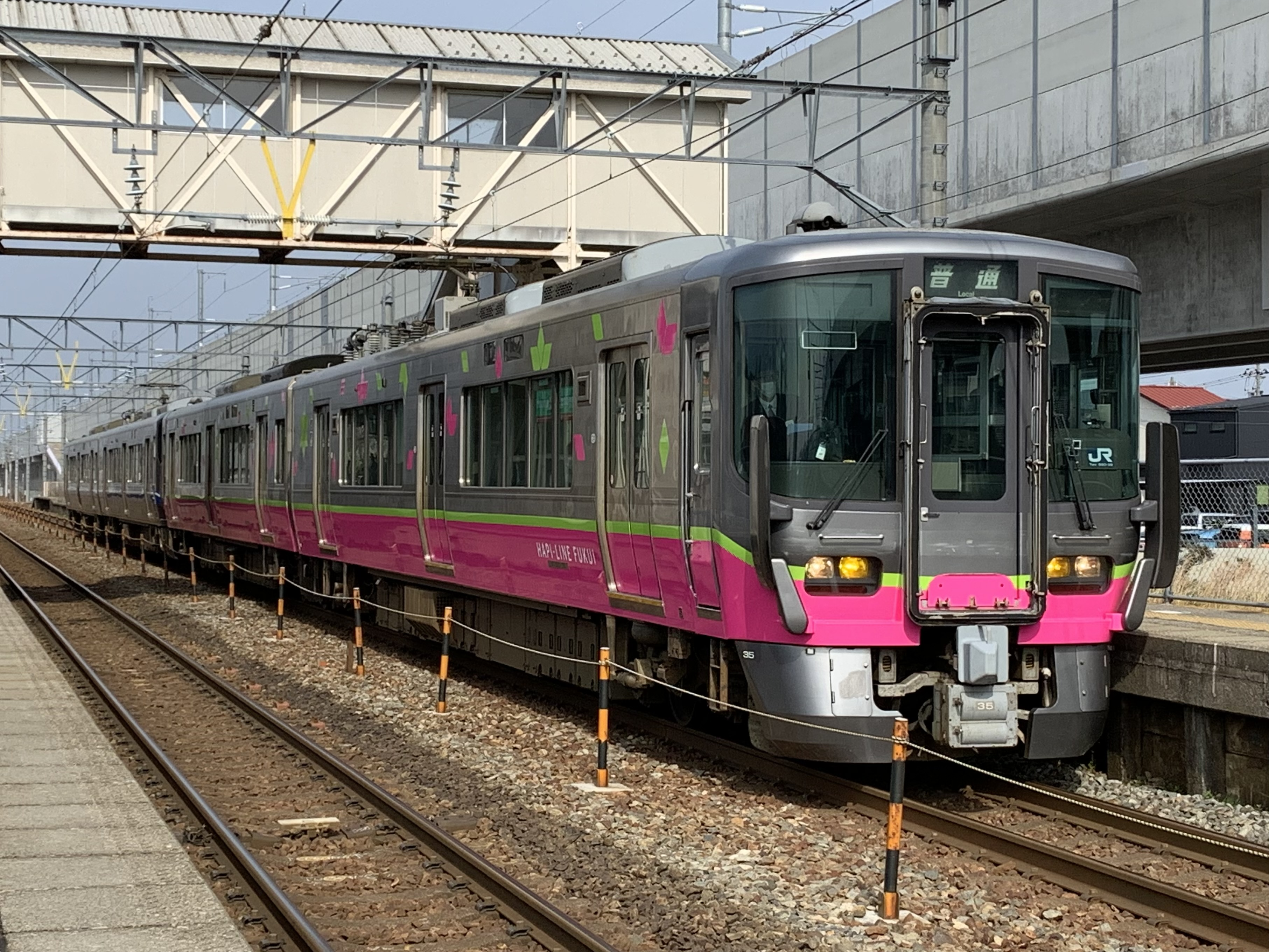
521系（ハピラインふくい所属）
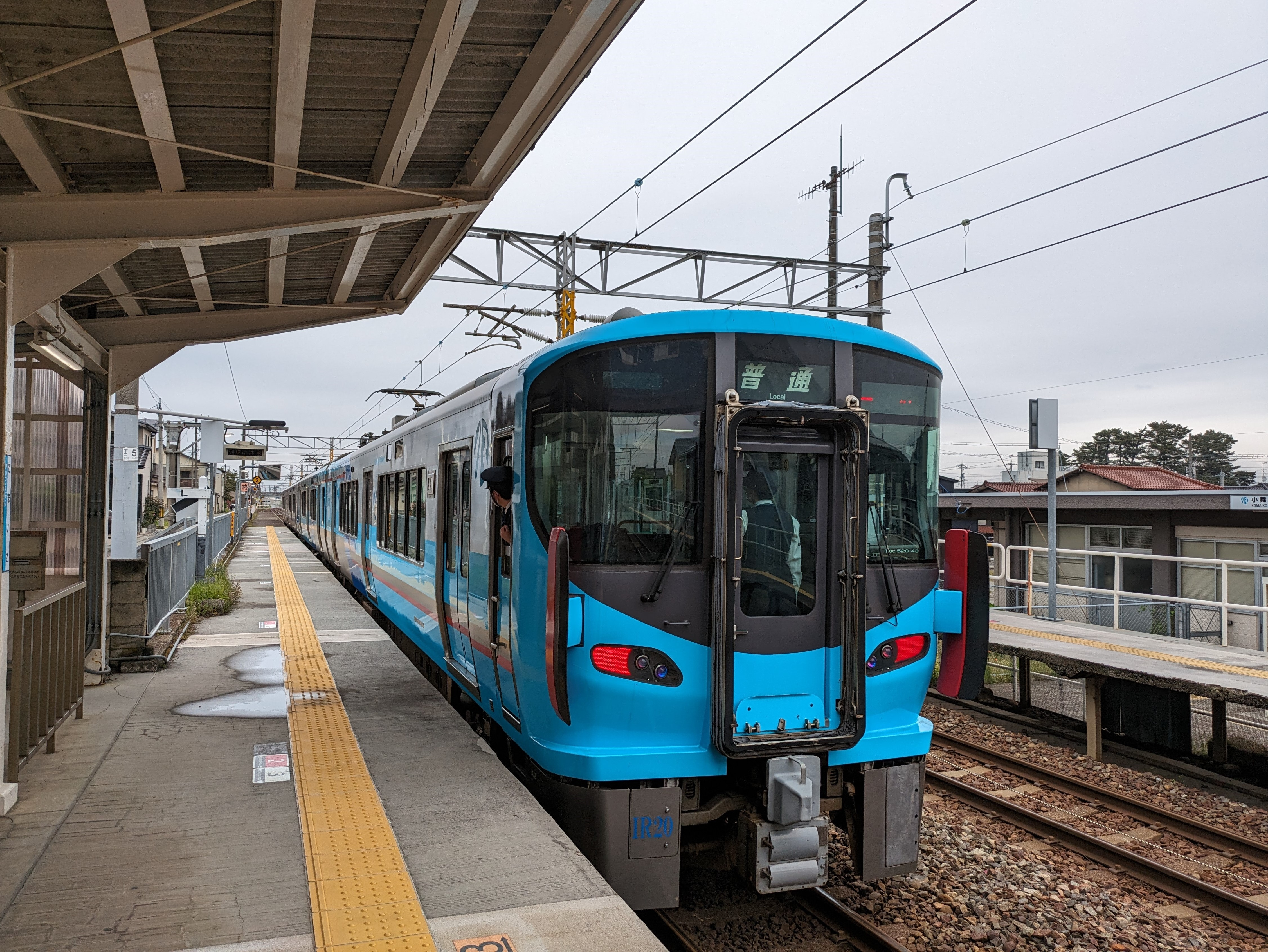
521系（IRいしかわ鉄道所属）

## 駅一覧
- （貨）：貨物専用駅
- 累計営業キロは敦賀駅からのもの（米原駅 - 敦賀駅間の営業キロは45.9km）
- 停車駅
  - 普通列車はすべての旅客駅に停車
  - 快速…●印の駅は全列車停車、▲印の駅は1往復を除いて停車、△印の駅は1往復のみ停車（▲印と△印の駅で選択停車）、｜印の駅は全列車通過
- 全線複線。

| 電化方式 | 駅名           | 営業キロ | 営業キロ | 快速 | 接続路線 | 所在地        | 所在地          |
| 電化方式 | 駅名           | 駅間     | 累計     | 快速 | 接続路線 | 所在地        | 所在地          |
| -------- | -------------- | -------- | -------- | ---- | --- | ------------- | --------------- |
| 直流     | 敦賀駅         | -        | 0.0      | ●    | 西日本旅客鉄道： 北陸新幹線・ 北陸本線 (JR-A01)・ 湖西線 (JR-B08)・■小浜線                                   | 福井県        | 敦賀市          |
| 交流電化 | 南今庄駅       | 16.6     | 16.6     | ｜   | | 福井県        | 南条郡 南越前町 |
| 交流電化 | 今庄駅         | 2.6      | 19.2     | △    | | 福井県        | 南条郡 南越前町 |
| 交流電化 | 湯尾駅         | 3.6      | 22.8     | ｜   | | 福井県        | 南条郡 南越前町 |
| 交流電化 | 南条駅         | 3.5      | 26.3     | ▲    | | 福井県        | 南条郡 南越前町 |
| 交流電化 | 王子保駅       | 4.5      | 30.8     | ｜   | | 福井県        | 越前市          |
| 交流電化 | しきぶ駅       |          |          |      | 2026年春開業予定                                                                                             | 福井県        | 越前市          |
| 交流電化 | 武生駅         | 4.3      | 35.1     | ●    | 福井鉄道：福武線 …たけふ新駅 (F0)                                                                            | 福井県        | 越前市          |
| 交流電化 | 鯖江駅         | 5.2      | 40.3     | ●    | | 福井県        | 鯖江市          |
| 交流電化 | 北鯖江駅       | 3.2      | 43.5     | ｜   | | 福井県        | 鯖江市          |
| 交流電化 | 大土呂駅       | 4.7      | 48.2     | ｜   | | 福井県        | 福井市          |
| 交流電化 | 越前花堂駅     | 3.2      | 51.4     | ｜   | 西日本旅客鉄道：■越美北線（九頭竜線）                                                                        | 福井県        | 福井市          |
| 交流電化 | （貨）南福井駅 | 0.8      | 52.2     | ｜   | | 福井県        | 福井市          |
| 交流電化 | 福井駅         | 1.8      | 54.0     | ●    | 西日本旅客鉄道： 北陸新幹線 えちぜん鉄道：勝山永平寺線・三国芦原線 (E1) 福井鉄道：福武線 …福井駅停留場 (F22) | 福井県        | 福井市          |
| 交流電化 | 森田駅         | 5.9      | 59.9     |      | | 福井県        | 福井市          |
| 交流電化 | 春江駅         | 2.3      | 62.2     |      | | 福井県        | 坂井市          |
| 交流電化 | 丸岡駅         | 3.7      | 65.9     |      | | 福井県        | 坂井市          |
| 交流電化 | 芦原温泉駅     | 5.8      | 71.7     |      | 西日本旅客鉄道： 北陸新幹線                                                                                  | 福井県        | あわら市        |
| 交流電化 | 細呂木駅       | 3.8      | 75.5     |      | | 福井県        | あわら市        |
| 交流電化 | 牛ノ谷駅       | 3.1      | 78.6     |      | | 福井県        | あわら市        |
| 交流電化 | 大聖寺駅       | 5.7      | 84.3     |      | IRいしかわ鉄道：■IRいしかわ鉄道線（金沢駅まで直通運転）                                                      | 石川県 加賀市 | 石川県 加賀市   |

1. ↑  湖西線は北陸本線近江塩津駅が正式な起点であるが、多くの列車が敦賀駅まで乗り入れる。
2. ↑  越美北線の起点は越前花堂駅だが、運行系統上は全列車が福井駅へ乗り入れる。
3. ↑  三国芦原線の起点は福井口駅だが、運行系統上は全列車が福井駅へ乗り入れる。

## その他
- 王子保駅 - 武生駅間、武生駅 - 鯖江駅間、福井駅 - 森田駅間で新駅設置の計画がある[35]。
  - 王子保駅 - 武生駅間の新駅については2026年春の開業予定で[36]、2024年2月9日、ハピラインふくいは駅名を「しきぶ駅」とすることを正式に決定した[37]。既に越前市畷町付近において工事が進められている。
  - 福井駅 - 森田駅間の新駅について、ハピラインふくいは2025年6月、福井県庁に事務局を置き県と同社を運営主体とする「パピラインふくい利用促進協議会」の会合席上、福井市高木町付近への設置を計画、同年度内に基本設計を終え2026年の事業化を目指している旨の報告があったと報道がなされた[38]。
- 路線延長のおよそ4分の1を占める敦賀駅 - 湯尾駅間の大半はトンネルによって携帯電話等の公衆移動体通信（JR西日本時代に同社の保守連絡向けとして整備されたKDDIのauを除く）が使用できない「不感地帯」であり、特に在来線定期旅客列車が運行される山岳トンネルとしては日本最長の北陸トンネルは普通列車の通過に約8分を要し、列車内ではそれに近い時間の通信途絶が発生している。このため同区間内の今庄トンネル、湯尾トンネルとともに「不感地帯」を解消する通信設備設置の着工に向けての動きがあり[39]、2025年度は北陸トンネルの南今庄駅側坑口から約0.6 kmと、今庄トンネル並びに湯尾トンネルの全区間、計約2.1 kmについて総務省補助を伴う通信事業者・ハピラインふくいによる事業が行われることが決まり、2026年度以降に北陸トンネルの残区間約13.3 kmについても事業を行うとしている。